# Ectropomys
Genre
Ectropomys est un genre éteint de rongeurs.